# Пустыньки (Пушкиногорье)
Пустыньки — деревня в центральной части Пушкиногорского района Псковской области. Входит в состав городского поселения Пушкиногорье.
Расположена в 12 км к западу от административного центра района — посёлка городского типа Пушкинские Горы.

## Население
Численность населения деревни по оценке на конец 2010 года составляла 40 человек.

## История
До 3 июня 2010 года деревня входила в состав сельского поселения «Пушкиногорская волость».